# Zaruma (canton)
Zaruma est un canton d'Équateur situé dans la province d'El Oro.